# 아라이 쇼케이
아라이 쇼케이(일본어: 新井 将敬, 1948년 1월 12일~1998년 2월 19일)는 한국계 일본인으로는 사상 처음 일본 중의원에 진출했던 일본의 정치인이다. 한국명은 박경재(朴景在)이다.

## 생애
1948년 일본 오사카의 작은 마을에서 재일 한국인 3세로 태어났다. 본명은 박경재였으나, 계속되는 일본 사회의 차별을 견디지 못해 가족 모두가 1966년 일본에 귀화한 뒤 아라이 쇼케이로 이름을 바꾸었다. 이듬해인 1967년 도쿄 대학 경제학부에 진학해 수석으로 졸업했다.
졸업 후 곧바로 일본의 유명 대기업 제철회사 신일본제철에 입사하였으나 여기에 만족하지 않고, 주경야독으로 국가고시를 치러 일본 최고의 엘리트 관료들이 몰린다는 대장성의 관료가 된다. 이곳에서 그는 성실하고 정확한 업무처리로 실력을 발휘하며 자민당 부총재이자 실력자였던 와타나베 미치오(渡邊美智雄) 당시 대장성 대신의 눈에 띄어 그의 발탁으로 정계에 발을 들여 놓게 된다.
와타나베 미치오의 도움으로 1982년 도쿄 2구에서 자민당 공천을 받아 출마한 그의 상대 후보는 극우파 이시하라 신타로(石原愼太郞)였다. 그는 ‘조선인에게 나라를 맡길 수 없다’며 연일 맹공을 퍼부었다. 그때 이시하라의 비서가 그의 선거 포스터에 ‘1966년 북조선에서 귀화’라고 적힌 검은 딱지 3000장을 붙인 ‘검은 실(seal) 사건’이 일어났다. '승공연합의 첩자'라는 협박장이 사무실로 날아오고 가족들은 ‘조센진 스파이’라는 유언비어들이 나돌았다. 원 국적(조선)이 기록된 호적 원본 복사본이 유권자들에게 우송됐다. 결국 아라이는 첫 출마에서 참패했다.
이후 1986년 치러진 두 번째 선거에서 재기해 재일교포 출신으로 사상 처음 일본 중의원 의원이 되었다. 그는 소장파 의원들을 이끌며 개혁의 선봉에 섰다. 그는 정치구조 개혁 등을 외쳐 시민들의 지지를 받았지만 이로 인해 보수적인 원로 의원들의 미움을 사기 시작했다.
재기한 아라이가 오히려 자신의 ‘이질적인’ 출생 조건을 살려 일본의 국제화 기수로 자신을 내세우자 극우파의 대표 정치인으로 성장한 이시하라 신타로는 또 다시 그의 출신성분을 들먹이며 공격하기 시작했다. “한일관계에선 심한 마찰이 생겼을 때 과연 어느 쪽 국익을 우선할 것인가하는 게 중요합니다. 아라이씨의 원 국적이 북쪽인지 남쪽인지 저는 잘 모르겠습니다만 어쨌든 일본과 한국 사이에는 교과서문제나 독도 영유권 문제가 있고 어업권도 언제나 문제가 되고 있습니다. 북쪽은 일본을 적대시하는 나라지요. …귀화했다고는 하지만 원 조국에 대한 애정이 있는 것은 지극히 자연스러운 것이니까요. 두 개의 조국 사이에 끼여 본인도 괴로울 때가 있을 것이라고 생각합니다.”
1997년 12월 22일 일본 신문들은 ‘닛코증권, 아라이에게 부당 이익 제공’이라는 기사를 대서특필했다. 증권사가 아라이의 차명계좌를 개설해 정치자금을 수억 원이나 부풀려 줬다는 의혹이었지만, 이는 당시 일본 정치인들에게 오래된 관행이었다. 그 무렵 일본 4대 증권사 중 하나였던 야마이치 증권 파산충격이 열도를 흔들었다. 야당은 아라이 의원의 검찰 증인 출두를 요구했고, 자민당 내에서도 자발적 탈당을 요구하는 목소리가 높아졌다. 그는 “16살 때까지 나는 재일조선인이었다,” “몇 백명의 국회의원들이 나와 똑같은 투자를 하고 있는데 내 주식거래만 문제가 되는 것은 민족차별 아닌가”라고 항변했다. 그러나 그의 항변을 들어주는 사람은 없었다. 중의원에선 그의 체포동의안을 의결하기로 했다.
결국 1998년 2월 19일 오전 3시 자신의 아내가 외출한 사이 호텔방 욕실에서 스스로 목숨을 끊는 것으로 50세의 짧은 삶을 마감했다. 그에겐 돌아갈 곳이 없었다. 부활을 위한 정치적 터전도, 신념을 같이하는 동지도 남아 있지 않았다. 첫 ‘자이니치’(재일동포) 중의원의 꿈은 그렇게 외롭게 끝이 났다.

## 같이 보기
- 도고 시게노리
- 블랙실 사건(일본어판)
- 재일 한국인
- 허영중
- 하쿠 신쿤